# Yauli (provincie)
Yauli is een provincie in de regio Junín in Peru. De provincie heeft een oppervlakte van  3.617 km² en telt 42.170 inwoners (2015). De hoofdplaats van de provincie is het district La Oroya; twee van de tien districten vormen samen de stad (ciudad) La Oroya.

## Bestuurlijke indeling
De provincie Yauli is verdeeld in tien districten, UBIGEO tussen haakjes:
- (120802) Chacapalpa
- (120803) Huay-Huay
- (120801) La Oroya, hoofdplaats van de provincie en deel van de stad (ciudad) La Oroya
- (120804) Marcapomacocha
- (120805) Morococha
- (120806) Paccha
- (120807) Santa Barbara de Carhuacaya
- (120808) Santa Rosa de Sacco, deel van de stad (ciudad) La Oroya
- (120809) Suitucancha
- (120810) Yauli

Chanchamayo · Chupaca · Concepción · Huancayo · Jauja · Junín · Satipo · Tarma · Yauli